# HH-60 Jayhawk

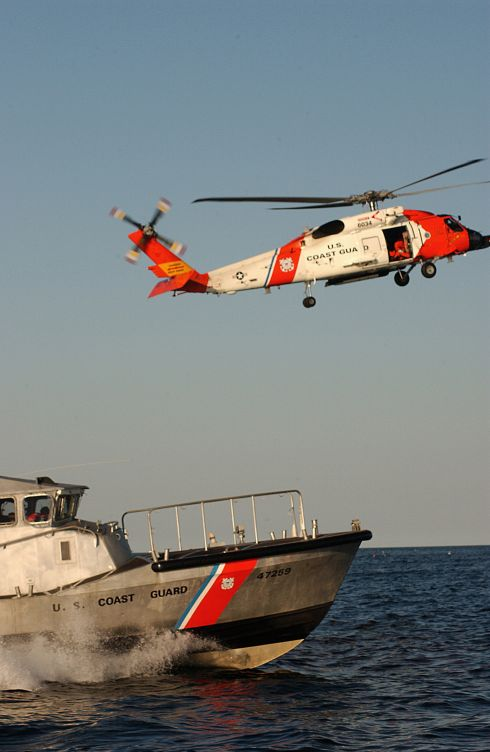
Een HH-60 Jayhawk

De HH-60 Jayhawk is een tweemotorige medium range search and rescue (SAR) helikopter, gebaseerd op de SH-60 Seahawk. Naast SAR wordt het toestel ook gebruikt tegen drugstransport, voor transport en speciale operaties. Hij werd ontwikkeld voor de United States Coast Guard om de verouderde Sikorsky HH-3F Pelican te vervangen in 1986. 

## Ontwikkeling
De Jayhawk wordt gebouwd door de Sikorsky Aircraft Corporation. Er zijn er 42 gebouwd, waarvan er 35 in operationele dienst zijn, en 7 opgeslagen zijn of een ondersteunende rol hebben. Door de brandstofcapaciteit van 2930 kg kan de Jayhawk 6:30 uur opereren binnen een radius van 480 km. De lier kan een gewicht aan van 272 kg, maar de helikopter kan niet op het water landen, zoals zijn voorganger, de Pelican, dat wel kon.

## Stationering
HH-60 J Air Stations:
- CGAS Astoria, Oregon
- CGAS Clearwater, Florida
- CGAS Cape Cod, Massachusetts
- CGAS Elizabeth City, North Carolina
- CGAS San Diego, Californië
- CGAS Sitka, Alaska
- CGAS Kodiak, Alaska
- CGAS/ATC Mobile, Alabama

## Specificaties
- Bemanning: 4, 2 piloten, 2 Flight crew
- Lengte: 19,8 m
- Hoogte: 5,2 m
- Rotor Diameter: 16,5 m
- Leeggewicht: 6580 kg
- Max. Startgewicht: 9926 kg
- Topsnelheid: 333 km/h
- Kruissnelheid: 260 km/h
- Bereik: 1.300 km
- Plafond: 1520 m
- Motoren: 2× General Electric T700-GE-401C gasturbines, 1476 kW elk.